# Ulrike Manewal
Ulrike Manewal (Lebensdaten unbekannt) ist eine ehemalige deutsche Fußballspielerin.

## Karriere
Manewal gehörte dem TuS Wörrstadt als Torhüterin an, mit dem sie am 8. September 1974 im Mainzer Bruchwegstadion das erste Finale um die Deutsche Meisterschaft bestritt. Die vom Bonner Schiedsrichter Walter Eschweiler geleitete Begegnung mit dem DJK Eintracht Erle wurde mit 4:0 gewonnen. Sechs Jahre später – inzwischen für die SSG 09 Bergisch Gladbach spielend – erreichte sie erneut das Finale um die Deutsche Meisterschaft. Die am 15. Juni 1980 im heimischen Stadion An der Paffrather Straße ausgetragene Begegnung mit dem KBC Duisburg wurde mit 5:0 gewonnen. 

## Erfolge
- Deutscher Meister 1974, 1980